# Académie militaro-politique Lénine

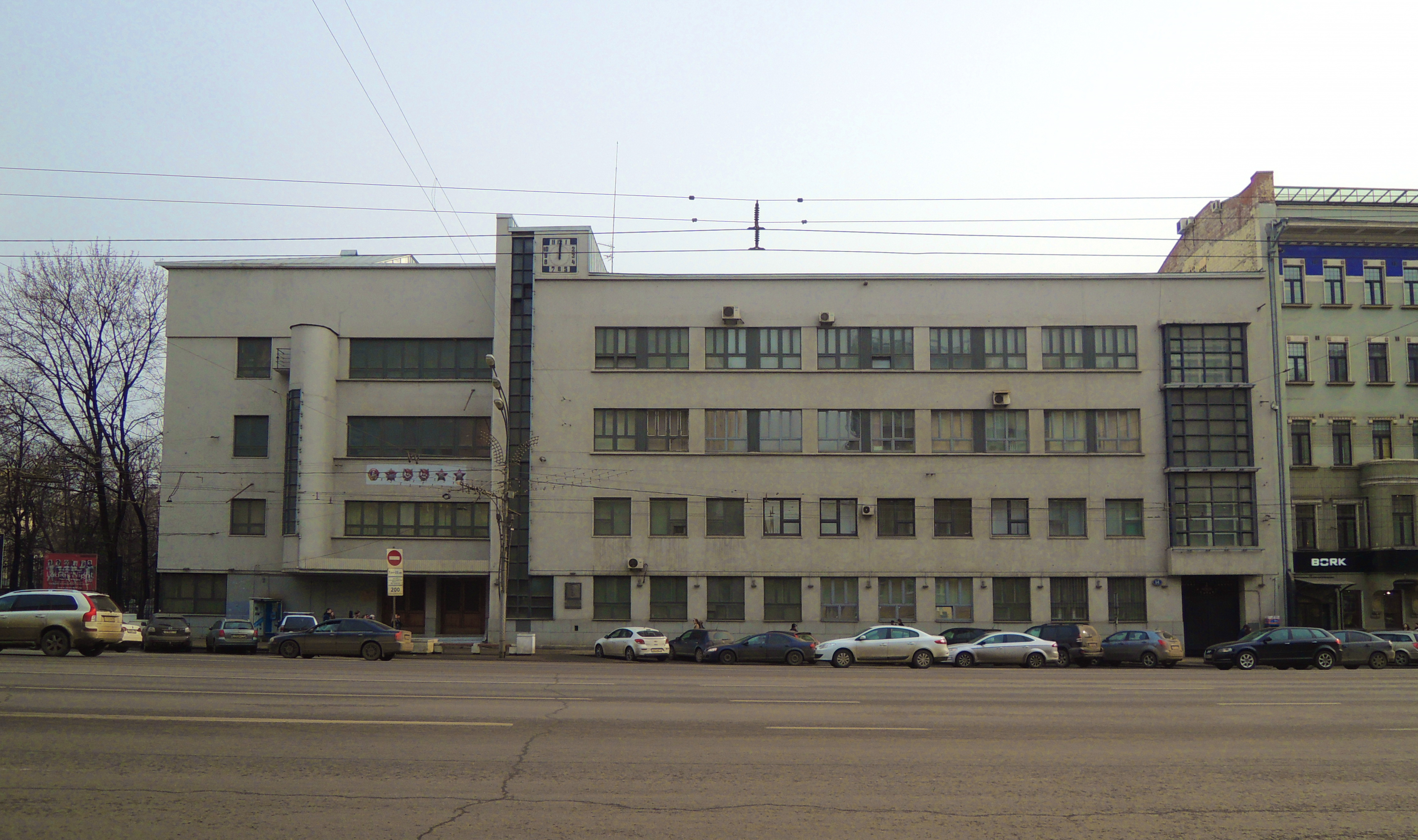
Anciens locaux de l'académie à Moscou, rue Bolchaïa Sadovaïa.

L'Académie militaro-politique Lénine (en russe : Военно-политическая академия имени В. И. Ленина) est un établissement d'enseignement supérieur de l'Armée soviétique situé à Moscou qui exista de 1919 à 1991 pour former des  commissaires et instructeurs politiques.

## Histoire
L'Académie militaro-politique est l'une des premières à être ouverte à Pétrograd (aujourd'hui Saint-Pétersbourg) après la révolution d'Octobre. L'Institut d'enseignement Tolmatchiov de l'Armée rouge est fondé en 1919 (dans les locaux de l'ancien institut Smolny). Il atteint une grande renommée, sous le nom en 1921 d'Institut de Pétrograd des instructeurs de l'Armée rouge, rebaptisé en 1922 en Cours supérieurs militaro-politiques, en 1923 en Institut militaro-politique et en 1925 en Académie militaro-politique. Elle ajoute le nom honorifique de Lénine en 1938 et la même année elle déménage à Moscou.
En plus de son travail dans le domaine des sciences sociales et des disciplines militaires, l'académie forme des instructeurs militaires et des employés de partis politiques.
L'académie reçoit l'ordre de Lénine en 1934, l'ordre du Drapeau rouge en 1944 et l'ordre de la révolution d'Octobre en 1969.

## Diplômés notables
- Piotr Klimouk, cosmonaute
- João Lourenço (1982), président de l'Angola
- Dmitri Volkogonov (1971), général et historien